# Хорхайм, Бернгер фон
Бернгер фон Хорхайм (нем. Bernger von Horheim) — немецкий средневековый поэт классического миннезанга.

## Биография
Вероятнее всего Бернгер фон Хорхайм родился в Файхинген-на-Энце. Также есть версия, что он родился и вырос недалеко от Франкфурта-на-Майне.

## Творчество
Своё первое произведение Berengerius de Orehem поэт написал в 1196 году в Италии при участии Филиппа Швабского в честь императора Священной Римской империи Генриха VI.
В Манесском кодексе сохранилось 6 его песен — в общей сложности 17 строф, 13 из которых, за исключением 5-й и 6-й, встречаются также в Вейнгартенской рукописи.